# Ванканер (княжество)

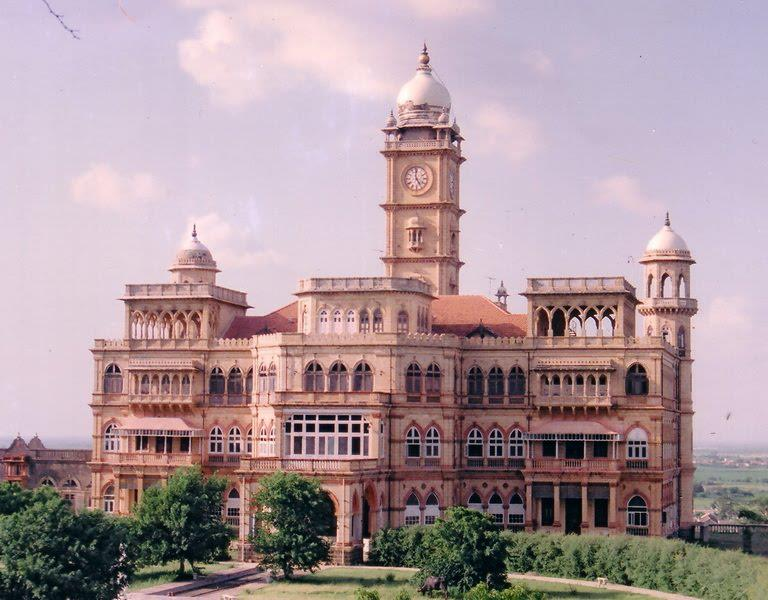
Дворец Ванканер, построенный Махараджей Амарсинхджи в XX веке.

Княжество Ванканер (гудж. વાંકાનેર રજવાડું) — туземное княжество Индии в историческом Халарском регионе Катхиявара в период британского владычества. Это было салютуемое княжество, имевшее право на салют из 11-ти орудий. Княжество Ванканер принадлежало Агентству Катиявар Бомбейского президентства. Его столица находилась в Ванканере, расположенном в округе Раджкот, современный штат Гуджарат. Большая часть территории государства была гористой.

## История
Княжество Ванканер было основано в 1620 году Сартанджи (? — 1623), сыном Пратираджи, старшего сына Раджа Чандрасингджи из княжества Дрангадхра (1584—1628).
В 1807 году государство Ванканер стало британским протекторатом, когда Махарана Радж Сахиб Чандрасинджи II Кесарисинджи подписал договор с англичанами. В 1862 году правитель государства получил санад, дающий монарху разрешение на усыновление наследника. Последний правитель присоединился к Индийскому союзу 15 февраля 1948 года.

## Правители
Правители Ванканера носили титул «Махарана Радж Сахиб».
- 1679—1721: Чандрасинджи I Райсинджи (? — 1721), сын Райсинхджи
- 1721—1728: Притхвираджи Чандрасинджи (? — 1728), старший сын предыдущего
- 1728—1749: Кешаринджи I Чандрасинджи (? — 1749), младший брат предыдущего
- 1749—1784: Бхароджи Кесаринджи (? — 1784), единственный сын предыдущего
- 1784—1787: Кеширинджи II Райсинджи (? — 1787), старший сын предыдущего
- 1787—1839: Чандрасинджи II Кесаринджи (? — 1839), сын предыдущего
- 1839—1860: Вахацинджи Чандрасинджи (? — 1860), старший сын предыдущего
- 1860 — 12 июня 1881: Банесинджи Ясванцинджи (1842 — 12 июня 1881), сын Ясванцинджи Вахацинджи (? — 1844), внук предыдущего
- 12 июня 1881 — 15 августа 1947: Амарсинхджи Банесинджи (4 января 1879 — 28 июня 1954), единственный сын предыдущего. С 12 декабря 1911 года — сэр Амарсинхджи Банесинджи. Имел почетный чин капитана британской армии.

### Титулярные махараны
- 15 августа 1947 — 28 июня 1954: Амарсинхджи Банесинджи (4 января 1879 — 28 июня 1954), единственный сын Банесинджи Ясванцинджи
- 28 июня 1954 — 4 июня 2007: Пратапсинхджи Амарсинхджи (род. 12 апреля 1907 — 4 июля 2007), старший сын предыдущего. Имел почетный чин капитана британской армии.
- 4 июня 2007 — настоящее время: Дигвиджайсинхджи Пратапсинхджи (род. 20 августа 1932), старший сын предыдущего.

Вероятным наследником княжеского титула является Кешрисинджи Дигвиджайсингджи (род. 1983), единственный сын предыдущего.